# Principio di localizzazione di Cantor
Il principio di Cantor, detto anche di localizzazione, è una colonna portante della teoria degli insiemi elaborata dal matematico tedesco Georg Cantor alla fine del XIX secolo. Nella trattazione di tale teoria il matematico fece uso per la prima volta del termine numero reale, e può quindi esserne considerato in un certo senso il padre.

## Il principio
Sia {\displaystyle I_{n}} una successione di intervalli chiusi e limitati, decrescente rispetto alla relazione di inclusione, cioè:
{\displaystyle I_{0}=\left[a_{0},b_{0}\right]\supseteq I_{1}=\left[a_{1},b_{1}\right]\supseteq .....I_{n}=\left[a_{n},b_{n}\right]\supseteq ....}
Se
{\displaystyle \forall M\in \mathbb {N} \quad \exists \ n\in \mathbb {N} :\quad b_{n}-a_{n}<\ 10^{-M}}
allora esiste un unico numero reale
{\displaystyle \quad x^{*}\in I_{n}\quad \forall n\in \mathbb {N} }
e inoltre
{\displaystyle \quad x^{*}=\sup \left\{a_{n}\right\}=\inf \left\{b_{n}\right\}}

## Osservazioni generali
Nell'ipotesi si parla di intervalli inscatolati: è un termine molto usato per dire in modo riassuntivo che ogni intervallo interno è contenuto dentro tutti quelli a lui esterni, anche se in teoria molti di questi potrebbero essere coincidenti. Più propriamente si dice che gli insiemi formano una successione decrescente rispetto alla relazione d'inclusione, Ovviamente se tutti gli intervalli sono uguali, cioè in pratica ne esiste uno solo, automaticamente la tesi non è ottenibile, dal momento che basterà prendere un sottintervallo del primo per fare fallire la seconda e importantissima ipotesi.
In un certo senso il principio può essere visto come una diretta conseguenza dell'esistenza dell'estremo superiore, dato che ci dice che una successione di intervalli chiusi inscatolati, per cui esiste un intervallo più piccolo per ogni potenza di 10, contiene in essi un unico numero reale che appartiene a tale successione di intervalli.

## La completezza dei reali
Il principio di localizzazione è di fatto equivalente all'esistenza dell'estremo superiore, come detto prima; quindi esso è un modo alternativo di enunciare la completezza dei reali, che ci permette di associare un unico numero reale ad ogni coppia di classi separate e contigue (vedremo dopo cosa significano questi termini), che lo individuano. L'utilità del principio di localizzazione deriva dal fatto che permette di definire numeri reali per mezzo di loro approssimazioni dal basso e dall'alto.  L'unica difficoltà tecnica risiede nel dover verificare che la distanza fra le approssimazioni per difetto  e quelle per eccesso, ossia l'errore nella localizzazione, possa essere resa arbitrariamente piccola, raffinando abbastanza l'approssimazione.

## Osservazioni sugli estremi degli intervalli
Parlando del legame tra il principio di localizzazione e la completezza dei numeri reali si è  parlato di classi separate e contigue: esse non sono altro che due insiemi di numeri tali che:
- ogni numero della prima classe è minore di ogni numero della seconda (separate)
- data una qualsiasi quantità positiva si riescono sempre a trovare un elemento della prima e un elemento della seconda che distino tra loro meno della quantità data (contigue).

Le due classi delle successioni di tutti gli estremi degli intervalli, che si possono scrivere come {\displaystyle \left\{a_{n}\right\},\left\{b_{n}\right\}} e che come abbiamo detto prima possono essere viste come stime del numero reale, dall'alto e dal basso, sono dette separate e contigue dato che per la seconda ipotesi del principio di Cantor la loro distanza è minore di qualsiasi potenza di 10.